# Sébastien Grignard
Sébastien Grignard (* 29. April 1999 in Mons) ist ein belgischer Radrennfahrer.

## Sportlicher Werdegang
In der zweiten Saison als Junior machte Grignard durch seine Ergebnisse im Einzelzeitfahren auf sich aufmerksam: er entschied das Juniorenrennen von Chrono des Nations für sich und gewann bei den UEC-Straßen-Europameisterschaften 2017 die Bronzemedaille. Bei den belgischen Meisterschaften gewann er neben dem Zeitfahren auch das Straßenrennen.
Mit dem Wechsel in die U23 wurde Grignard Mitglied im Team Lotto-Soudal U23, nach drei Jahren im Nachwuchsteam wurde er zur Saison 2021 in das UCI WorldTeam Lotto Soudal übernommen. Häufig als Helfer eingesetzt, blieben ihm bisher eigene zählbare Erfolge verwehrt.

## Erfolge
2017
- Chrono des Nations (Junioren)
- Belgischer Meister – Straßenrennen und Einzelzeitfahren (Junioren)
- Europameisterschaften – Einzelzeitfahren (Junioren)

## Grand Tour-Platzierungen
| Grand Tour            | 2023 | 2024 | 2025 |
| --------------------- | ---- | ---- | ---- |
| Giro d’ItaliaGiro     | –    | –    | –    |
| Tour de FranceTour    | –    | 129  | 144  |
| Vuelta a EspañaVuelta | 118  | –    |      |